# Imouzzer Marmoucha

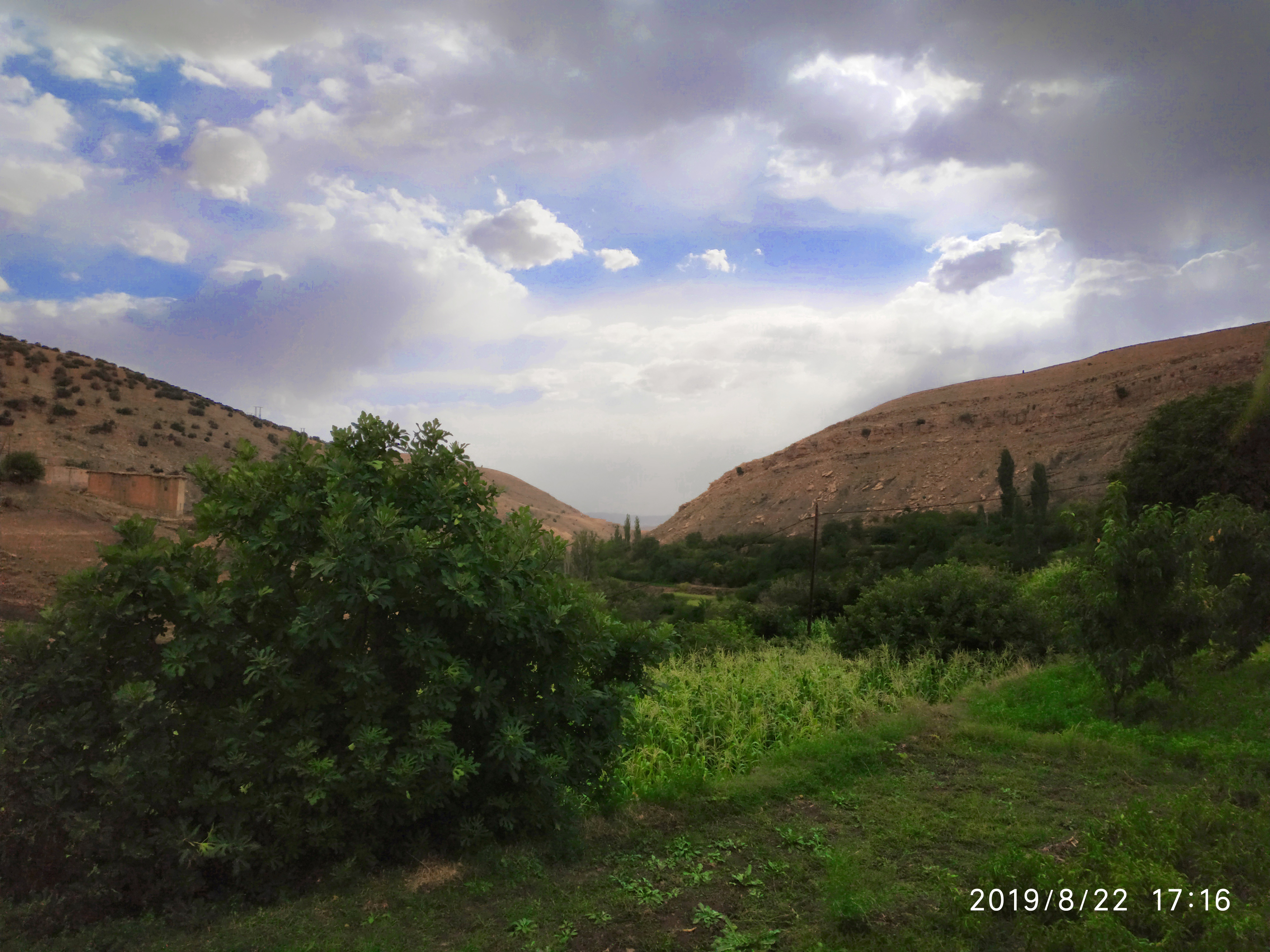
Paisatge a Imouzzer Marmoucha

Imouzzer Marmoucha (en àrab إموزار مرموشة, Imūzzār Marmūxa; en amazic ⵉⵎⵓⵣⵣⴰⵔ ⵎⵕⵎⵓⵛⴰ) és un municipi de la província de Boulemane, a la regió de Fes-Meknès, al Marroc. Segons el cens de 2014 tenia una població total de 4.213 persones.